# 7 septembre
Pour les articles homonymes, voir Sept-Septembre.
7 août 7 octobre
Chronologies thématiques
- Croisades
- Ferroviaires
- Sports
- Disney
- Anarchisme
- Catholicisme

Abréviations / Voir aussi
- (° 1852) = né en 1852
- († 1885) = mort en 1885
- a.s. = calendrier julien
- n.s. = calendrier grégorien
- Calendrier
- Calendrier perpétuel
- Liste de calendriers
- Naissances du jour

Le 7 septembre est le 250e jour de l'année du calendrier grégorien, 251e lorsqu'elle est bissextile (il en reste ensuite 115).
C'était généralement l'équivalent du 21 fructidor du calendrier républicain français, officiellement dénommé jour du rosier (ou églantier).

## Événements

### Iersiècle
- 70 (ou 25 septembre) : fin d'un siège de Jérusalem de six mois par les Romains qui parviennent à l'envahir et en détruire une grande partie.

### IXesiècle
- 878 : le pape Jean VIII sacre Louis II le Bègue comme roi, à Troyes.

### XIIesiècle
- 1191 : bataille d'Arsouf (troisième croisade), victoire des croisés.

### XIIIesiècle
- 1228 : l'empereur Frédéric II débarque à Saint-Jean-d’Acre, pendant la sixième croisade.

### XIVesiècle
- 1303 : Guillaume de Nogaret, chancelier de Philippe IV le Bel, commet l'attentat d'Anagni, sur le pape Boniface VIII.
- 1341 : arrêt de Conflans, début de la guerre de Succession de Bretagne.

### XVIIIesiècle
- 1757 : victoire autrichienne sur la Prusse, à la bataille de Moys, pendant la guerre de Sept Ans.
- 1764 : élection de Stanislas Auguste Poniatowski comme roi de Pologne et grand-duc de Lituanie.

### XIXesiècle
- 1812 : bataille de la Moskowa ou « de Borodino » (campagne de Russie) , victoire difficile des forces napoléoniennes parmi lesquelles deux grands morts ci-après.
- 1818 : Jean-Baptiste Bernadotte est couronné roi de Norvège.
- 1822 : indépendance du Brésil.
- 1860 : entrée de Garibaldi dans Naples.
- 1882 : Tremblement de terre au Panama (de 75 à 250 morts).

### XXesiècle
- 1901 : protocole de paix Boxer (fin de la révolte des Boxers).
- 1923 : création d'Interpol.
- 1940 : début du Blitz (campagne de bombardements stratégiques du Royaume-Uni par le Troisième Reich, durant la bataille d'Angleterre, seconde guerre mondiale).
- 1942 : défaite japonaise décisive, à la bataille de la baie de Milne, pendant la guerre du Pacifique (seconde guerre mondiale).
- 1945 : le Canada offre l'asile politique à Igor Gouzenko.
- 1953 : Nikita Khrouchtchev devient Premier secrétaire du Parti communiste de l'Union soviétique.
- 1974 : accord pour un cessez-le-feu, au Mozambique.

### XXIesiècle
- 2024 : en Algérie, Abdelmadjid Tebboune (photo) est réélu lors de l’élection présidentielle anticipée[1].

## Arts, culture et religion
- 1159 : Alexandre III est élu pape.
- 1648 : dans un « Extraordinaire » daté de ce 7 courant[pas clair], la Gazette rend compte de « la réception faite au comte d’Arpajon, dans l’assemblée des États de Pologne tenue à Varsovie.
- 1810 : la Bibliothèque nationale de la République argentine est créée, par un décret de la Première Junte.
- 2013 :
  - décret d'une journée de jeûne pour la paix en Syrie, par le pape François[2],[3],[4].
  - en Amsterdam, le musée van Gogh annonce l’authentification de Coucher de soleil à Montmajour, première œuvre de Vincent van Gogh découverte depuis 1928.
  - ouverture du parcours Moyen Âge - Renaissance du musée des beaux-arts de Dijon, 500 ans après le siège de Dijon (7 septembre au 13 septembre 1513).

## Sciences et techniques
- 2001 : le chirurgien français Jacques Marescaux réalise, à New York, une opération de la vésicule biliaire, sur une patiente qui se trouvait à Strasbourg. C'est l'opération Lindbergh, une première mondiale, en télé-chirurgie[5].
- 2013 : lancement de la mission spatiale LADEE, par la N.A.S.A.

## Économie et société
- 1999 : séisme de magnitude de 5,9 sur l'échelle de Richter dans la région d'Athènes, en Grèce.
- 2011 : accident du vol 9633 Yak-Service (44 morts).
- 2017 : séisme au Mexique, de magnitude de 8,1, sur l'échelle de Richter (98 morts).

## Naissances

### Xesiècle
- 923 : Suzaku (朱雀天皇), empereur du Japon, de 930 à 946 († 6 septembre 952).

### XVIesiècle
- 1533 : Élisabeth Ire, reine d'Angleterre de 1558 à 1603 († 24 mars 1603).
- 1587 : Albertino Barisoni, homme d'Église († 15 août 1667).

### XVIIIesiècle
- 1707 : Georges-Louis Leclerc de Buffon, scientifique français († 16 avril 1788).
- 1726 : François-André Danican Philidor, joueur d'échecs et compositeur français († 31 août 1795).

### XIXesiècle
- 1811 : Charles-Antoine de Hohenzollern-Sigmaringen, ministre-président de Prusse († 2 juin 1885).
- 1815 : Chohachi Irie, plâtrier japonais († 8 octobre 1889).
- 1866 : Tristan Bernard, écrivain et humoriste français († 7 décembre 1947).
- 1876 : Daniel Brottier, bienheureux français, ancien directeur de la fondation des orphelins apprentis d'Auteuil († 28 février 1936).
- 1884 : Georges Valiron, mathématicien français († 17 mars 1955).
- 1892 : Oscar O'Brien (en), prêtre bénédictin, folkloriste, compositeur, pianiste, organiste et compositeur canadien († 20 septembre 1958).
- 1895 : Jacques Vaché, écrivain et dessinateur français († 6 janvier 1919).
- 1899 :
  - Emilio de la Forest de Divonne, aristocrate et dirigeant sportif italien († 25 juillet 1961).
  - Isidore Soucy, musicien canadien († 7 décembre 1963).
- 1895 : Lee Choo Neo, médecin singapourienne († 7 septembre 1947).

### XXesiècle
- 1908 : Paul Brown, entraîneur de football américain († 5 août 1991).
- 1909 : Elia Kazan, réalisateur et metteur en scène américain († 28 septembre 2003).
- 1910 : Pierre Béïque, administrateur canadien († 27 février 2003).
- 1911 : Joseph Roth, prêtre et résistant français († 25 novembre 1944).
- 1912 : David Packard, ingénieur et homme d'affaires américain († 26 mars 1996).
- 1913 : Anthony Quayle, acteur et producteur britannique († 20 octobre 1989).
- 1914 : James Alfred van Allen, physicien et astronome américain († 9 août 2006).
- 1915 : 
  - Luuk Tinbergen, ornithologue néerlandais († 1er septembre 1955).
  - Richard Eugene Cole, pilote américain († 9 avril 2019).
- 1916 : Robert Manuel, acteur et metteur en scène français, sociétaire honoraire de la Comédie-Française († 8 décembre 1995).
- 1917 : Tetsuo Hamuro, nageur japonais, champion olympique († 30 octobre 2005).
- 1920 :
  - Al Caiola (en), guitariste américain († 9 novembre 2016).
  - Vladimir Peška, intellectuel tchécoslovaque († 9 octobre 2002).
- 1922 : Lucien Jarraud, animateur de radio canadien († 17 août 2007).
- 1923 : 
  - Peter Lawford, acteur et producteur britannique († 24 décembre 1984).
  - Riccardo Picchio, linguiste italien († 13 août 2011).
  - Marcel Zanini, chanteur et musicien de jazz français.
- 1924 : Leonard Rosenman, compositeur américain († 4 mars 2008).
- 1925 : 
  - Allan Blakeney, homme politique canadien, Premier ministre de la Saskatchewan de 1971 à 1982 († 16 avril 2011).
  - Khin Hnin Yu, écrivaine birmane († 21 janvier 2003).
- 1926 : Ed Warren, démonologue et écrivain américain († 23 août 2006)
- 1927 :
  - François Billetdoux, écrivain français († 26 novembre 1991).
  - Claire L'Heureux-Dubé, juge canadienne.
- 1928 : Walter Zwi Bacharach, historien germano-israélien († 28 juillet 2014).
- 1930 :
  - Baudouin, roi des Belges de 1951 à 1993 († 31 juillet 1993).
  - Jérôme Monod, haut fonctionnaire, industriel et homme politique français, ancien P.-D.G. de la Lyonnaise des eaux († 18 août 2016).
  - Sonny Rollins (Theodore Walter Rollins dit), musicien américain.
  - Yuan Longping († 22 mai 2021).
- 1935 :
  - Abdou Diouf, homme d'État sénégalais.
  - Ronnie Dove, chanteur américain.
  - Denis Vaugeois, éditeur, historien et homme politique canadien.
- 1936 : 
  - Buddy Holly (Charles Hardin Holley dit), chanteur américain († 3 février 1959).
  - Jean-Yves Tadié, écrivain et biographe français, professeur d'université et directeur de collections.
- 1937 :
  - John Phillip Law, acteur américain († 13 mai 2008).
  - Olly Wilson, compositeur, pianiste, contrebassiste et musicologue américain († 12 mars 2018).
- 1939 : Stanley David Griggs, astronaute américain († 17 juin 1989).
- 1940 : Dario Argento, réalisateur italien.
- 1945 : Jacques Lemaire, hockeyeur canadien.
- 1947 : Henri Sannier, journaliste "généraliste" puis sportif français et animateur (de journaux) télévisés.
- 1949 : Gloria Gaynor (Gloria Fowles dite), chanteuse américaine.
- 1950 : Julie Kavner, actrice américaine.
- 1951 :
  - Morris Albert, chanteur brésilien.
  - Chrissie Hynde, chanteuse américaine du groupe The Pretenders.
  - Laurent Ulrich, prélat français.
- 1952 : René Vázquez Díaz, homme de lettres cubain.
- 1953 : 
  - N'Yoka Longo, chanteur et producteur congolais du groupe Zaïko Langa Langa.
  - Benmont Tench, claviériste américain du groupe Tom Petty and The Heartbreakers.
- 1954 : Corbin Bernsen, acteur, producteur et réalisateur américain.
- 1955 : Mira Furlan, actrice croate.
- 1956 :
  - Françoise Joly, journaliste française.
  - Geneviève Paris, auteur-compositrice et interprète d’origine française.
  - Diane Warren, musicienne américaine.
- 1959 : Thierry Peponnet, navigateur français, champion olympique.
- 1962 : Patrick Cohen, journaliste français de radio et de télévision.
- 1963 : Éric Di Meco, footballeur international français.
- 1964 : Eazy-E (Eric Lynn Wright dit), rappeur, producteur américain membre et fondateur du groupe N.W.A
- 1965 : Özen Yula, écrivain turc.
- 1967 : Jean-Michel Monin, coureur cycliste français, champion olympique de poursuite.
- 1968 : Marcel Desailly, footballeur français.
- 1969 : 
  - Angie Everhart, actrice américaine.
  - Florence Laborderie, gymnaste artistique française.
  - Jimmy Urine (James Euringer dit), chanteur américain du groupe Mindless Self Indulgence.
  - Edmund Zitturi, biathlète italien.
- 1970 : 
  - Gino Odjick, hockeyeur canadien.
  - Gao Min, plongeuse chinoise, double championne olympique.
- 1972 :
  - Matthieu Gonet, musicien français.
  - Daniel Grenier, chanteur canadien du groupe Les Chick'n Swell.
- 1973 : Shannon Elizabeth, actrice américaine.
- 1974 : 
  - Charlotte Girard, juriste et femme politique française.
  - Antonio McDyess, basketteur américain.
  - Jean-Noël Ferrari, fleurettiste français, champion olympique.
- 1975 : Liu Hu, journaliste chinois
- 1977 :
  - Mateen Cleaves, basketteur américain.
  - Maud Fontenoy, navigatrice française.
- 1978 :
  - Devon Sawa, acteur canadien.
  - Cartman (Nicolas-Bonaventure Ciattoni dit), réalisateur de radio français.
- 1979 : 
  - Paul Mara, hockeyeur américain.
  - Pavol et
  - Peter Hochschorner, céistes slovaques triples champions olympiques.
- 1980 :
  - Saïd Kouachi, criminel français († 9 janvier 2015).
  - Gabriel Milito, footballeur argentin.
- 1981 : Hannah Herzsprung, actrice allemande.
- 1984 : Vera Zvonareva (Вера Звонарёва), joueuse de tennis russe.
- 1985 : Alyssa Diaz, actrice américaine.
- 1987 :
  - Evan Rachel Wood, actrice et chanteuse américaine.
  - Aleksandra Wozniak, joueuse de tennis canadienne.
- 1988 :
  - Alex Harvey, fondeur québécois.
  - Kevin Love, basketteur américain.

## Décès

### XIIesiècle
- 1151 : Geoffroy V d'Anjou, comte d'Anjou et du Maine, puis duc de Normandie (° 24 août 1113).

### XIVesiècle
- 1354 : Andrea Dandolo, 54e doge de Venise, en fonction de 1343 à 1354 (° 1306).
- 1362 : Jeanne d'Angleterre, reine d'Écosse, première épouse du roi David II d'Écosse (° 5 juillet 1321).

### XVIesiècle
- 1559 : Robert Estienne, lexicographe et imprimeur français, imprimeur royal pour le latin, le grec et l'hébreu (°1503)

### XVIIesiècle
- 1607 (ou 9 septembre) : Pomponne de Bellièvre, homme d'État français et lyonnais, conseiller et chancelier des rois Henri III puis Henri IV (° 1529).
- 1655 : Tristan L'Hermite, poète et dramaturge français, quelques jours seulement après Cyrano (° 1601).

### XVIIIesiècle
- 1741 : Blas de Lezo, militaire espagnol (° 3 février 1689).
- 1799 :
  - Jan Ingenhousz, médecin et botaniste britannique (° 8 décembre 1730).
  - Louis Guillaume Le Monnier, botaniste français (° 27 juin 1717).

### XIXesiècle
- 1812, lors de la même bataille militaire : 
  - Auguste Jean-Gabriel de Caulaincourt, militaire français (° 16 septembre 1777).
  - Louis Pierre de Montbrun, général français (° 1er mars 1770).
- 1851 : John Kidd, physicien, chimiste et géologue britannique (° 10 septembre 1775).
- 1854 : Jacques-François Ancelot, homme de lettres français (° 9 janvier 1794).
- 1873 : Jules Verreaux, ornithologue français (° 24 août 1807).
- 1881 : Sidney Lanier, écrivain américain (° 3 février 1842).
- 1886 : Joseph-Hugues Fabisch, sculpteur français (° 19 mars 1812).

### XXesiècle
- 1910 : « Pepete » (José Gallego Mateo dit), matador espagnol (° 19 mars 1883).
- 1913 : José de Calasanz Félix Santiago Vives y Tutó, prélat espagnol (° 23 février 1854).
- 1914 : Maurice Deroure, écrivain français (° 11 avril 1883).
- 1919 : Morfydd Llwyn Owen, compositrice, pianiste et chanteuse galloise (° 1er octobre 1891).
- 1920 : Simon-Napoléon Parent, homme politique canadien, Premier ministre du Québec et maire de Québec (° 12 septembre 1855).
- 1947 : Lee Choo Neo, médecin singapourienne (° 7 septembre 1895).
- 1951 : María Montez, actrice dominicaine (° 6 juin 1912).
- 1954 : Harry Conway « Bud » Fisher, auteur de bande dessinée américain (° 3 avril 1885).
- 1959 : Maurice Duplessis, homme politique canadien, deux fois Premier ministre du Québec (° 20 avril 1890).
- 1971 : Spring Byington, actrice américaine (° 17 octobre 1886).
- 1978 : Keith Moon, musicien britannique, batteur du groupe The Who (° 23 août 1946).
- 1980 : Whitney Ellsworth, éditeur, écrivain et artiste américain de comic books (° 27 novembre 1908).
- 1981 : Félix Rousseau, historien belge et militant wallon (° 14 janvier 1887).
- 1982 : Ken Boyer, joueur puis gérant de baseball américain (° 20 mai 1931).
- 1983 : Joseph Schröffer, prélat allemand (° 20 février 1903).
- 1984 : Joe Cronin, joueur de baseball américain (° 12 octobre 1906).
- 1991 : Edwin McMillan, physicien américain, prix Nobel de chimie en 1951 (° 18 septembre 1907).
- 1994 :
  - James Clavell, écrivain et cinéaste britannique (° 10 octobre 1924).
  - Dennis Morgan, acteur américain (° 20 décembre 1908).
  - Terence Young, cinéaste britannique (° 20 juin 1915).
- 1995 : Muriel Baptiste, actrice française (° 11 juillet 1943).
- 1997 : Mobutu Sese Seko, homme politique, militaire et dictateur zaïrois, second président du Zaïre (actuelle République démocratique du Congo) (° 14 octobre 1930).
- 1999 : Thierry Claveyrolat, coureur cycliste français (° 31 mars 1959).

### XXIesiècle
- 2002 : Katrin Cartlidge, actrice britannique (° 15 mai 1961).
- 2003 : Antonio Barichievich, lutteur canadien (° 10 octobre 1925).
- 2006 : Robert Earl Jones, acteur américain (° 3 février 1910).
- 2010 :
  - Claude Béchard, homme politique canadien (° 29 juin 1969).
  - Clive Donner, réalisateur américain (° 21 janvier 1926).
- 2011 : 
  - Pavol Demitra, hockeyeur professionnel slovaque (° 29 novembre 1974).
  - Luis San Román Gomendio, réalisateur de cinéma espagnol (° 1986).
- 2012 : Marcel Isy-Schwart, aventurier et conférencier français (° 13 avril 1917).
- 2014 : Kwon Ri-se, chanteuse pop-coréenne (° 16 août 1991).
- 2016 : Farhang Sharif, compositeur et musicien iranien (° 1931).
- 2018 : Mac Miller, rappeur et producteur américain (° 19 janvier 1992).
- 2021 : 
  - Noubir Amaoui, syndicaliste marocain.
  - Irokawa Daikichi, historien japonais.
  - François Favreau, évêque émérite de Nanterre (° 15 novembre 1929).
- 2022 : 
  - Marsha Hunt, l'une des acteurs doyens du cinéma mondial et américain.
  - Dagmar Schipanski, femme politique allemande.
  - Piet Schrijvers, footballeur néerlandais.
- 2023 : 
  - Marie-Thérèse Gantenbein-Koullen, institutrice et femme politique luxembourgeoise (° 28 août 1938).
  - Charles Gayle, musicien de free jazz, multi-instrumentiste, saxophoniste, pianiste, clarinettiste et percussionniste américain (° 28 février 1939).
  - Jean-Christian Grinevald, metteur en scène français (° 12 mars 1945).
  - Frédérique Hébrard, actrice, scénariste et écrivain française (° 7 juin 1927).
  - María Jiménez, chanteuse espagnole (° 3 février 1950).
  - Gérard Lockel, essayiste et guitariste français (° 28 avril 1928).
  - Peter Charles Newman, journaliste canadien (° 10 mai 1929).
  - Akira Nishimura, compositeur, professeur et chef d'orchestre japonais (° 8 septembre 1953).
  - Margherita Rinaldi, soprano italienne (° 12 janvier 1935).
- 2024 : 
  - Pierre Consigny, haut fonctionnaire français (° 12 février 1930).
  - Dan Morgenstern, écrivain, éditeur, archiviste et producteur de jazz germano-américain (° 24 octobre 1929).

## Célébrations
- Brésil : fête nationale (correspondant à la date de son indépendance en 1822).
- Mozambique ( Union africaine) : fête de la victoire[6].
- Pakistan : Pakistan Air Force Day (en), پاک فضائیہ, Pak Fiza'ya ou « fête de l'armée de l'air » depuis 1971.
- Journée internationale de la coopération policière[7]
- Journée internationale de l'air pur pour des ciels bleus[8]

### Saints des Églises chrétiennes

#### Catholiques et orthodoxes
- Alpin (Ve siècle), évêque de Châlons en Champagne
- Alcmond de Hexham († 781), religieux anglais, évêque de Hexham.
- Carissime (VIe siècle), Recluse à Albi.
- Clodoald (522 - 560) - ou « Clodoaldus » -, plus connu sous le nom de saint Cloud, prince mérovingien du VIe siècle, petit-fils de Clovis Ier, religieux français[11].
- Euverte (IVe siècle), évêque d'Orléans.
- Faciole († v. 950), Moine bénédictin.
- Festus et Didier (IVe siècle), Martyrs.
- Gauzelin († 962), évêque de Toul.
- Grat (Ve siècle), évêque d'Aoste.
- Grimonie (IVe siècle), vierge et martyre.
- Hilduard († v. 760), évêque en Flandre.
- Madelberte († 705), Religieuse et fille de sainte Waudru.
- Mesmin - ou « Mémiers » - de Troyes († 451), diacre, massacré avec ses compagnons par les Huns d'Attila (voir le toponyme Saint-Mesmin afférent).
- Pamphile († v. 400), évêque de Capoue.
- Reine d'Autun (IIIe siècle), martyre. Cf. Alise-Sainte-Reine ?
- Sozon († v. 304), Martyr à Pompeiopolis (Cilicie)
- Thierry († 984), évêque de Metz.
- Tilbert († 789), évêque d'Hexham.
- Vivant († 395), évêque de Reims.

#### Saints ou bienheureux catholiques
- Claude-Barnabé Laurent († 1794), Prêtre français bienheureux et martyr de la Révolution française.
- Étienne de Châtillon († 1208), prieur de la Chartreuse de Portes, évêque de Die.
- Étienne Pongracz († 1619), Prêtre jésuite hongrois et martyr[12].
- Eugénie Picco († 1921), Religieuse bienheureuse italienne.
- Eustache († 1211), Abbé de Fly
- François d'Oudinot († 1794), Prêtre bienheureux et martyr de la Révolution française.
- Giovanni Mazzuconi († v. 1851), Prêtre bienheureux et martyr.
- Ignatius Kłopotowski († 1931), Prêtre polonais bienheureux et fondateur d'ordre.
- Jean de Lodi († v. 1106), évêque de Gubbio - Ombrie.
- Jean Duckett († 1644), Prêtre bienheureux et martyr en Angleterre.
- Louis Maki († 1627), Laïc bienheureux et martyr au Japon.
- Marko Krizin († 1619), Prêtre croate et martyr[13].
- Melchior Grodziscki († 1619), Prêtre jésuite tchèque et martyr[14].
- Raoul Corby († 1644), Prêtre jésuite, bienheureux et martyr en Angleterre.
- Thomas Tsuji († 1627), Prêtre jésuite, bienheureux et martyr au Japon.

#### Saint orthodoxe
- Jean de Novgorod (ru) († 1185), prêtre marié, puis archevêque de Novgorod.
- Macaire de Kanev († 1678), higoumène du monastère de Kamenetz, qu'il dut quitter à cause de la persécution des Uniates, puis archimandrite du monastère de Kanev, où il fut martyrisé de la main des Tatares.

## Traditions et superstitions
- En tant que 250e jour de l'année, ce jour peut renvoyer au personnage fictif Newt issu de la série littéraire L'Épreuve de James Dashner, par de nombreuses célébrations sur des forums de fans.

### Dictons du jour
- « À la saint-Cloud, la lampe au clou. »
- « À la saint-Cloud sème ton blé, car ce jour vaut du fumier. »

- « À la sainte-Reine, sème tes graines. »[15].

### Astrologie
- Signe du zodiaque : seizième jour du signe astrologique de la Vierge.

## Toponymie
- Plusieurs voies, places, sites ou édifices de pays ou provinces francophones contiennent la date du jour dans leur nom sous diverses graphies possibles : voir Sept-Septembre.